# Josef Erleback
Josef Erleback est un ancien fondeur tchèque.

## Championnats du monde
- Championnats du monde de ski nordique 1925 à Johannisbad 
  -  Médaille de bronze sur 18 km.